# Voie rapide S1 (Pologne)
Pour les articles homonymes, voir S1.
La voie rapide S1 est une voie rapide polonaise d’une longueur totale prévue de 142 km, qui reliera, à terme, le nord de Katowice à Zwardoń (frontière slovaque), via les grandes villes de Dąbrowa Górnicza, Sosnowiec, Tychy, Bielsko-Biała et Żywiec, desservant ainsi tout l'ouest et une partie du sud de la Région urbaine de Katowice. La partie centrale entre Mysłowice et Bielsko-Biała est encore à l'état de projet, pour relier ces deux villes il faut passer par la route nationale polonaise 1, qui est à 4 voies. Cette section ne devrait pas être achevée avant 2020. À son extrémité nord, la S1 devrait être le point de départ de la future S11, vers Poznań et Koszalin. Entre la sortie 1 et la sortie 3, la voie rapide est à 2 × 1 voies.

## Parcours
Échangeur entre S1, A1 et (S11 en projet) : Bytom, Zabrze, Gliwice, Rybnik, Gorzyczki (frontière tchèque)
- 1 Pyrzowice - Lotnisko : Aéroport de Katowice-Pyrzowice, Tarnowskie Góry
- 2 Mierzęcice : Siewierz, Mierzęcice
- 3 Podwarpie : Siewierz, Koziegłowy, Częstochowa, Łódź, Będzin, Katowice
- (en projet)  4 Dąbrowa Górnicza - Podedwór : Dąbrowa Górnicza (nord)
- 5 Dąbrowa Górnicza - Pogoria : Dąbrowa Górnicza, Zawiercie
- 6 Dąbrowa Górnicza - Gołonóg : Dąbrowa Górnicza (Gołonóg), Huta Katowice (site de sidérurgie)
- 7 Dąbrowa Górnicza - Podlesie : Dąbrowa Górnicza (Podlesie) (centre)
- 8 Dąbrowa Górnicza - Sulno : Dąbrowa Górnicza (centre), Sosnowiec, Katowice, Olkusz
- 9 Sosnowiec - Porąbka : Sosnowiec (nord)
- (en projet)  10 Sosnowiec - Dańdówka : Sosnowiec (est)
- 11 Sosnowiec - Jęzor : Katowice, Chorzów, Jaworzno

 Échangeur entre S1 et A4 : Katowice, Gliwice, Opole, Wrocław, Legnica, Zgorzelec (frontière allemande), Cracovie, Tarnów, Rzeszów, Korczowa (frontière ukrainienne)
- 12 Mysłowice - Brzezinka : Mysłowice
- 13 Mysłowice - Kosztowy : Mysłowice (sud)
- 14 Imielin : Imielin

Fin de la voie rapide, la route nationale polonaise 1 continue vers Tychy et Bielsko-Biała à 4 voies. La S1 reprend à Bielsko-Biała
- (en projet)  Échangeur entre S1 et S52 : Bielsko-Biała (nord) (ouest), Cieszyn (frontière tchèque)
- 21 Bielsko-Biała – Lipnik : Bielsko-Biała (centre), Kęty
- 22 Bielsko-Biała - Mikuszowice : Bielsko-Biała (centre) (sud)
- 23 Wilkowice : Wilkowice
- 24 Buczkowice : Buczkowice
- 25 Łodygowice : Łodygowice
- 26 Żywiec - Sola : Żywiec (centre)
- 27 Żywiec - Browar : Żywiec (sud)
- 28 Przybędza : Przybędza, Węgierska Górka

Fin de la voie rapide, le tronçon manquant est en projet et inclut un tunnel, qui devrait pas ouvrir avant 2020.
- 29 Milówka : Milówka
- 30 Laliki : Laliki
- 31 Laliki II : Laliki
- Zwardoń (croisement)
- Frontière slovaque  , la route se poursuit par  l'Autoroute slovaque D3